# Günther Uecker
Pour les articles homonymes, voir Uecker (homonymie).
 (juillet 2024).
 (juillet 2024).
La mise en forme du texte ne suit pas les recommandations de Wikipédia : il faut le « wikifier ».
Les points d'amélioration suivants sont les cas les plus fréquents. Le détail des points à revoir est peut-être précisé sur la page de discussion.
- Les titres sont pré-formatés par le logiciel. Ils ne sont ni en capitales, ni en gras.
- Le texte ne doit pas être écrit en capitales (les noms de famille non plus), ni en gras, ni en italique, ni en « petit »…
- Le gras n'est utilisé que pour surligner le titre de l'article dans l'introduction, une seule fois.
- L'italique est rarement utilisé : mots en langue étrangère, titres d'œuvres, noms de bateaux, etc.
- Les citations ne sont pas en italique mais en corps de texte normal. Elles sont entourées par des guillemets français : « et ».
- Les listes à puces sont à éviter, des paragraphes rédigés étant largement préférés. Les tableaux sont à réserver à la présentation de données structurées (résultats, etc.).
- Les appels de note de bas de page (petits chiffres en exposant, introduits par l'outil «  Source ») sont à placer entre la fin de phrase et le point final[comme ça].
- Les liens internes (vers d'autres articles de Wikipédia) sont à choisir avec parcimonie. Créez des liens vers des articles approfondissant le sujet. Les termes génériques sans rapport avec le sujet sont à éviter, ainsi que les répétitions de liens vers un même terme.
- Les liens externes sont à placer uniquement dans une section « Liens externes », à la fin de l'article. Ces liens sont à choisir avec parcimonie suivant les règles définies. Si un lien sert de source à l'article, son insertion dans le texte est à faire par les notes de bas de page.
- La présentation des références doit suivre les conventions bibliographiques. Il est recommandé d'utiliser les modèles {{Ouvrage}}, {{Chapitre}}, {{Article}}, {{Lien web}} et/ou {{Bibliographie}}. Le mode d'édition visuel peut mettre en forme automatiquement les références.
- Insérer une infobox (cadre d'informations à droite) n'est pas obligatoire pour parachever la mise en page.

Pour une aide détaillée, merci de consulter Aide:Wikification.
Si vous pensez que ces points ont été résolus, vous pouvez retirer ce bandeau et améliorer la mise en forme d'un autre article.
Günther Uecker, né le 13 mars 1930 à Wendorf (Mecklembourg) et mort le 10 juin 2025 à Düsseldorf (Rhénanie-du-Nord-Westphalie), est un artiste allemand.
Appartenant au Groupe ZERO, il obtient sa renommée pour ses travaux dans la peinture et la sculpture. Il est particulièrement célèbre pour son utilisation des clous qu'il fixe sur des panneaux ou ses sculptures. Une partie de son œuvre fait corps avec l'art cinétique.

## Biographie

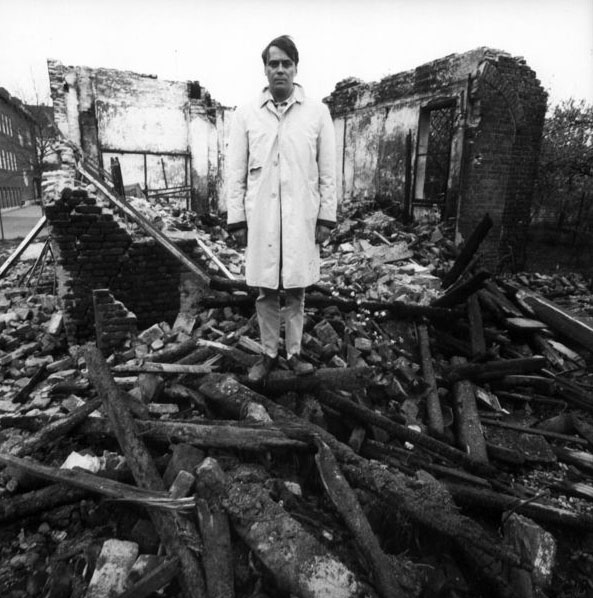
Günther Uecker photographié par Lothar Wolleh en 1970

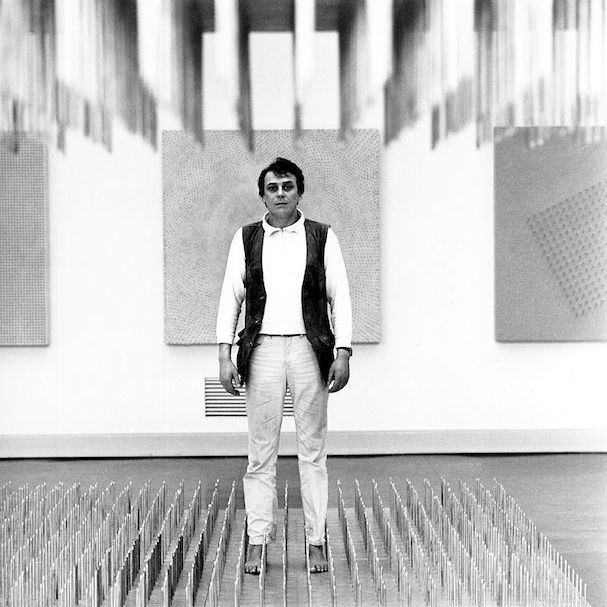
Günther Uecker photographié par Lothar Wolleh

Günther Uecker a d'abord étudié l'art de 1949 à 1953 à Wismar et à l'académie des beaux-arts de Berlin-Weißensee (Kunsthochschule Berlin-Weißensee). De 1953 à 1957, il est allé à l'Académie des beaux-arts de Düsseldorf. C'est là qu'il commence à utiliser des clous dont la disposition permet de jouer avec la lumière et les ombres.
En 1961, Uecker fait partie du groupe d'artistes ZERO, lancé par Heinz Mack et Otto Piene. Il collabore alors avec Gerhard Richter dans la mise en scène de « lieux de vie dans les musées ».
En 1970, il est choisi pour représenter l'Allemagne à la Biennale de Venise avec Thomas Lenk, Heinz Mack et Karl-Georg Pfahler.

Depuis 1976, Uecker est professeur à l'académie des beaux-arts de Düsseldorf.
À partir des années 1980, Uecker intègre à sa réflexion artistique les questions politiques et environnementales, de Tchernobyl à l'Irak.
Günther Uecker est le frère de l'artiste Rotraut qui fut l'épouse d'Yves Klein. Il connaissait cet artiste français, de même qu'Arman chez qui Rotraut, artiste et jeune fille au pair sur la Côte d'Azur, a rencontré Yves Klein.
Il est élu membre de l'Académie des arts de Berlin en 1996 et est nommé grand officier de l'ordre du Mérite de la République fédérale d'Allemagne (Großes Verdienstkreuz mit Stern) en 2001.

## Créations
- 1962 Salon de la Lumière, Objets de lumière
- 1971 Grand cube de fer
- 1972 Film : Espace noir-Espace blanc
- 1973 Strukturfeld, un tableau ne comportant que des clous (60 × 60 × 10,5 cm)
- 1974 Projet de décor pour l'Opéra de Beethoven "Fidelio" à Brème
- 1977 Relief pour le mur du bâtiment de l'ONU à Genève.
- 1979 Projet de décor pour l'Opéra "Lohengrin" à Bayreuth
- 1982 Projet de décor pour l'Opéra "Tristan und Isolde" à Stuttgart
- 1986 Images de cendres (en réaction au drame de Tchernobyl)
- 1989 Projet de décor pour "Die Basseriden von Henze", à l'Opéra d'État de Stuttgart
- 1999 Espace de réflexion pour le Bundestag à Berlin
- 1999 Sculpture à Buchenwald - "1. September 1939" (sculpture dans l'ancienne cantine des déportés)
- 2004 Projet de décor pour l'Opéra "Wilhelm Tell" au Théâtre national allemand de Weimar auf dem Rütli

## Expositions
- 1962 Participation à l'exposition Zéro au Stedelijk Museum, Amsterdam,
- 1962 ZERO-Festival, Düsseldorf
- 1964, 1968 et 1977 : Documenta 3, 4 et 7
- 1970 et 1972 Biennale de Venise
- 1988 Moscou
- 2002 Passau
- 2005 Bâtiment Martin-Gropius-Bau, Berlin
- 2005/2006 Wechselausstellung au Museum Küppersmühle, Duisburg
- 2005/2006 Langen Foundation, Raketenstation Neuss
- 2007 "Das graphische Werk", Musée municipal Hattingen à Blankenstein
- 2011 "Iles jamais trouvées", Musée d'Art Moderne de Saint-Étienne Métropole

## Cote de l'artiste
Un tableau carré couvert de clous, mesurant environ 60 cm de côté, se vend en 2007 entre 50 000 et 100 000 euros.

## Publications
- Günther Uecker, Alexander Tolnay : Günther Uecker, Hatje Cantz Verlag, 2005,  (ISBN 3-7757-1584-3)
- Günther Uecker, Volkhard Knigge, Jürgen M. Pietsch : Une sculpture à Buchenwald, hrsg. vom Politischen Club Colonia (PCC) und der Gedenkstätte Buchenwald. Édition Akanthus, Spröda 1999,  (ISBN 3-00-006012-X)